# Reuben Agboola
Reuben Omojola Folasanje Agboola (Camden, Londres, 30 de mayo de 1962) es un exfutbolista nacido en Inglaterra de origen nigeriano, que jugó de lateral izquierdo para el Southampton y el Sunderland. También hizo 9 apariciones para la selección nacional de fútbol de Nigeria.

## Carrera como jugador

### Southampton
Agboola nació en Camden, Londres. Su familia se mudó a Waltham Cross, Hertfordshire cuando él era niño. Allí jugó en los equipos inferiores del Cheshunt F.C.. En julio de 1978 se unió como amateur al Southampton, firmando un contrato profesional en abril de 1980. Antes había debutado en el equipo de reservas en abril de 1979. 
Debutó con el primer equipo el 29 de noviembre de 1980, en Old Trafford contra el Manchester United, en el mismo partido en el que también debutó de Danny Wallace. El resultado final fue 1-1. Tras el partido, Lawrie McMenemy, el entrenador de los "Saints" declaró: "Estaba emocionado de venir a Olt Trafford... sabiendo que iba a sacar a dos jovencitos. ¿Y por qué no? Matt Busby enseñó a todo el mundo hace años lo que era jugar con niños en Old Trafford years ago. Incluso si hubiéramos perdido, me hubiera alegrado por ellos." Retuvo su posición en el equipo durante unos pocos partidos más, hasta que Nick Holmes recuperó su puesto.
En sus dos primeras temporadas como profesional, sólo jugó 11 partidos, pero en noviembre de 1982 se hizo dueño de la camiseta del número 3, desplazando a Steve Baker, y formando pareja con el internacional inglés Mick Mills. En 1983 McMenemy decidió adoptar la idea continental de un Libero, y la "defensa alerta y rápida" de Agboola iba perfecta para el papel, con tan buen resultado, que en la temporada 1983-84 el Southampton alcanzó su mejor puesto en toda la historia, segundo lugar tras el Liverpool, alcanzando también las semifinales de la FA Cup, perdiendo en Highbury por 1-0 con el Everton en la prórroga.
Después de jugar los 6 primeros partidos de la siguiente temporada, fue reemplazado por Kevin Bond, y tras unas apariencias esporádicas, fue vendido al Sunderland en enero de 1985 por 150.000 £ibras. Durante sus cinco años como profesional de los Saints, Agboola jugó un total de 112 partidos.

### Sunderland
Debutó oficialmente con el Sunderland el 29 de enero de 1985, en una derrota por 1-0 contra su antiguo club, el Southampton. Anteriormente había empezado un partido en Roker Park contra el Liverpool, pero el encuentro se dejó de jugar al estar helado el terreno de juego y bue borrado de los registros. Al principio, le fue difícil encontrar un hueco en el once inicial y, junto con su equipo, luchó en vano por evitar el descenso de categoría al final de su primera temporada. Mientras el Sunderland luchaba en vano de nuevo, dos años después, por evitar un descenso de categoría (ahora bajo el mando del mentor de Agboola, Lawrie McMenemy y en la Second Division), Agboola pasó una parte de la temporada 1986–87 cedido en el Charlton Athletic de la First Division. 
En la siguiente temporada hizo su mejor año en el Sunderland, volviendo (ahora bajo el mando de Denis Smith) a la Second Division. Dos años más tarde retornaron a la categoría máxima.
El Sunderland volvió a luchar al más alto nivel, pero Agboola fue cedido al Port Vale en noviembre de 1990, antes de abandonar definitivamente Roker Park en noviembre de 1991.
Se incorporó al Swansea City en noviembre de 1991, con el que jugó 28 partidos antes de retirarse del fútbol profesional. Entonces jugó para los equipos amateurs Woking F.C. y Gosport Borough F.C..

## Tras la retirada
Volvió a Southampton, donde regentó el bar "Sporting View" en el Southampton Sports Centre. En 2004 se mudó a Mallorca para regentar otro bar. Volvió de nuevo a Southampton en 2007, donde ahora trabaja como vendedor de coches.

## Selección nacional
Su primera llamada para formar parte del equipo nacional de Nigeria le llegó jugando con el Sunderland. Su primer partido fue el 13 de abril de 1991 contra Ghana, siendo uno de los primeros jugadores no nacidos en Nigeria en representar a la nación africana. En total jugó 9 encuentros con Nigeria, 7 en la clasificación para la Copa Africana de Naciones y 2 para la clasificación de la Copa del Mundo.

## Clubes
| Club                     | País          | Año       |
| ------------------------ | ------------- | --------- |
| Southampton F.C.         | Inglaterra    | 1980-1985 |
| Sunderland A.F.C.        | Inglaterra    | 1985-1986 |
| Charlton Athletic F.C. * | Inglaterra    | 1986      |
| Sunderland A.F.C.        | Inglaterra    | 1987-1990 |
| Port Vale F.C. *         | Inglaterra    | 1990      |
| Sunderland A.F.C.        | Inglaterra    | 1991      |
| Swansea City A.F.C.      | Inglaterra ** | 1991-93   |
| Woking F.C.              | Inglaterra    | 1993-1994 |
| Gosport Borough F.C.     | Inglaterra    | ¿?-¿?     |

| * Cedido por el Sunderland | ** El Swansea es un club galés, pero juega en la liga inglesa |

## Palmarés
Southampton
- Football League First Division subcampeón: 1983-84